# خفت دوپر
خفت دوپر، که در میان کوهنوردان ایرانی به گره ماستورف (از آلمانی Mastwurf) معروف است، خفتی است برای اتصال سر طناب به یک تیرک یا حلقهٔ ثابت. این خفت نوعی گره از نوع گره‌های قلابی است. خاستگاه این خفت به دوران باستان بر می‌گردد.